# Юрова-Вельки Медер
Юрова-Вельки Медер (словац. Jurová - Veľký Meder) — меліоративний канал; впадає у канал Ґабчіково-Топольники, протікає в окрузі Дунайська Стреда.
Довжина приблизно 10.5 км. Витік знаходиться в Дунайській рівнині — з каналу Вельки Медер-Голяре.
Протікає територією сіл Вельки Медер; Вракунь; Падань; Падань та Богельов. Впадає у канал Ґабчіково-Топольники між селом Вракунь і містом Габчіково.